# Triplectidina oreolimnetes
Triplectidina oreolimnetes är en nattsländeart som först beskrevs av Tillyard 1924.  Triplectidina oreolimnetes ingår i släktet Triplectidina och familjen långhornssländor. Inga underarter finns listade i Catalogue of Life.